# Marian Suski (duchowny)
Marian Suski (ur. 20 września 1941 w Krakowie) – polski duchowny ewangelikalny, prezbiter Kościoła Zielonoświątkowego w RP.

## Życiorys
W latach 1960–1965 studiował na Akademii Ekonomicznej we Wrocławiu. W okresie 1972–1996 pastor zboru w Cieszynie.  Ordynowany na prezbitera 13 czerwca 1974 roku. W 1978 roku na obradach synodu wybrany na członka Rady Zjednoczonego Kościoła Ewangelicznego. Od 1992 roku przez osiem lat w ramach Kościoła Zielonoświątkowego pełnił funkcję zastępcy prezbitera naczelnego. Uczestniczył (jako wiceprzewodniczący) w pracach Komisji Kościelno-Rządowej przygotowującej Ustawę o stosunku Państwa do Kościoła Zielonoświątkowego. Ustawa została przyjęta przez Sejm 20 lutego 1997 roku.
Według archiwów IPN w 1978 roku został zarejestrowany przez Służbę Bezpieczeństwa PRL jako tajny współpracownik o pseudonimie Marian. Wyrejestrowany został 19 stycznia 1990 ze względu na „znikomą wartość operacyjną przekazywanych informacji”.

## Publikacje
- Soteriologia. Nauka o zbawieniu, ZKE: Warszawa, 1987.